# آسیای صغیر

ناحیه آسیانا در غرب آناتولی

آسیای صغیر، آسیای کوچک یا آسیانا نام منطقه‌ای تاریخی در غرب شبه جزیره آناتولی بود که از شمال با ناحیه بیثیتی، از جنوب با دریای مدیترانه، از غرب با دریای اژه و از شرق با گالاتیا هم‌مرز بود. مهم‌ترین شهرهای آسیای صغیر در عهد باستان شامل پرگامون، رودس و افسوس بودند.

مناطق باستانی آسیای صغیر

این ناحیه تاریخی در ابتدا با حکومت محلی مستقلی با نام پادشاهی لیدیه اداره می‌شد، سپس تحت قیومیت امپراطوری ایران در زمان کوروش بزرگ هخامنشی قرار گرفت که بعد از نزدیک به دو قرن به دست اسکندر کبیر مقدونی گشوده شد و بعدها تحت سلطه امپراطوری سلوکیان قرار گرفت تا اینکه به دست جنگ سالاران جمهوری روم فتح گردید و به یک استان رومی به نام آسیانا مبدل گشت و تا سالها تحت سیطره قیصران روم و سپس روم شرقی باقی ماند که در نهایت در اواخر عهد باستان به دست شاهان عثمانی افتاد.

## آسیای کوچک در دوران هخامنشیان

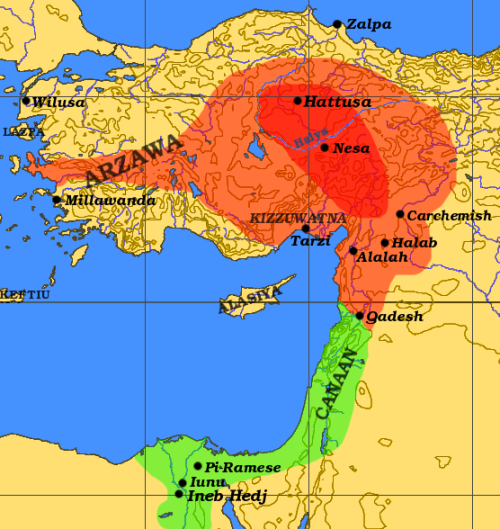
پادشاهی هیتیت در اوج قدرت با رنگ قرمز و مرزهایشان با امپراتوری مصر (رنگ سبز)

- پادشاهی هیتیت در اوج قدرت با رنگ قرمز و مرزهایشان با امپراتوری مصر (رنگ سبز)در سال ۴۹۴ پ.م. ایونیان (Ionians) در آسیای کوچک علیه حکومت هخامنشی شورش می‌کنند و شهر سارد را به آتش می‌کشند.[۶]
- در سال ۳۸۷ پ.م. صلح آنتالکیداس انجام شد. به‌موجب آن، یونان حق حکمرانی و تملک هخامنشیان بر آسیای کوچک را به رسمیت شناخت.[۶]

## آسیای کوچک در دوران اشکانیان و سلوکیان
- ۱۰۰ تا ۹۱ پ. م: حملهٔ مهرداد ششم پنتوس به خاک جمهوری روم در آسیای کوچک.[۶]
- ۹۰ تا ۸۸ پ. م: فتح کاپادوکیه در آسیای کوچک به‌دستِ مهرداد ششم پنتوس.[۶]
- ۸۵ تا ۷۴ پ. م: ایالت‌های آسیای کوچک این بار به‌دستِ لوسیوس کورنلیوس سولا فتح می‌شود.[۶]